# Rue des Prêtres (Toulouse)
Pour l’article homonyme, voir Rue des Prêtres.
La rue des Prêtres (en occitan : carrièra dels Capelans) est une voie publique du centre historique de Toulouse, chef-lieu de la région Occitanie, dans le Midi de la France. Elle se trouve au cœur du quartier des Carmes, dans le secteur 1 - Centre.
La rue, qui suit le tracé d'un ancien decumanus de la ville romaine, relie la rue Saint-Rémésy à la rue Pharaon et à la place des Carmes. Profondément bouleversée dans la deuxième moitié du XIXe siècle, qui ont amené la destruction de la plupart des maisons qui la bordaient, elle a conservé l'aspect qu'elle a reçu à cette époque. Elle conserve peu de façades remarquables, mais le no 3 donne accès à la cour de l'ancien hôtel Roguier.

## Situation et accès

### Description
La rue des Prêtres est une voie publique située dans le centre-ville de Toulouse. Cette rue, large de 8 mètres, dans le prolongement de la rue Saint-Jean, naît perpendiculairement à la rue Saint-Rémésy. Suivant un parcours rectiligne, elle se termine au débouché de la rue Pharaon, qu'elle reçoit par la droite, sur la place des Carmes. À cet endroit, la rue s'élargit à 20 mètres car tandis que les maisons du côté nord suivent le tracé ancien de la rue, celles du côté sud ont été réalignées après 1865. Elle est ensuite prolongée vers l'est par la rue José-Félix et la rue d'Aussargues qui se poursuit jusqu'à la rue Mage.
La partie centrale de la rue des Prêtres est occupée par une chaussée qui compte une voie de circulation automobile à sens unique, depuis la rue Saint-Jean vers la place des Carmes. Elle est définie comme une zone de rencontre et la vitesse y est limitée à 20 km/h. Il n'existe pas de piste, ni de bande cyclable, quoiqu'elle soit à double-sens cyclable.

### Voies rencontrées
La rue des Prêtres rencontre les voies suivantes, dans l'ordre des numéros croissants (« g » indique que la rue se situe à gauche, « d » à droite) :
1. Rue Saint-Rémésy
2. Place des Carmes (g)
3. Rue Pharaon (d)

### Transports
La rue des Prêtres n'est pas directement desservie les transports en commun Tisséo. Elle débouche cependant à l'est sur la place des Carmes et, au-delà, sur la rue du Languedoc, où se trouvent la station Carmes, sur la ligne de métro , ainsi que les arrêts du Linéo L4 et de la navette Ville.
Les stations de vélos en libre-service VélôToulouse les plus proches sont les stations no 26 (9 rue Henri-de-Gorsse) et no 46 (1 place des Carmes).

## Odonymie

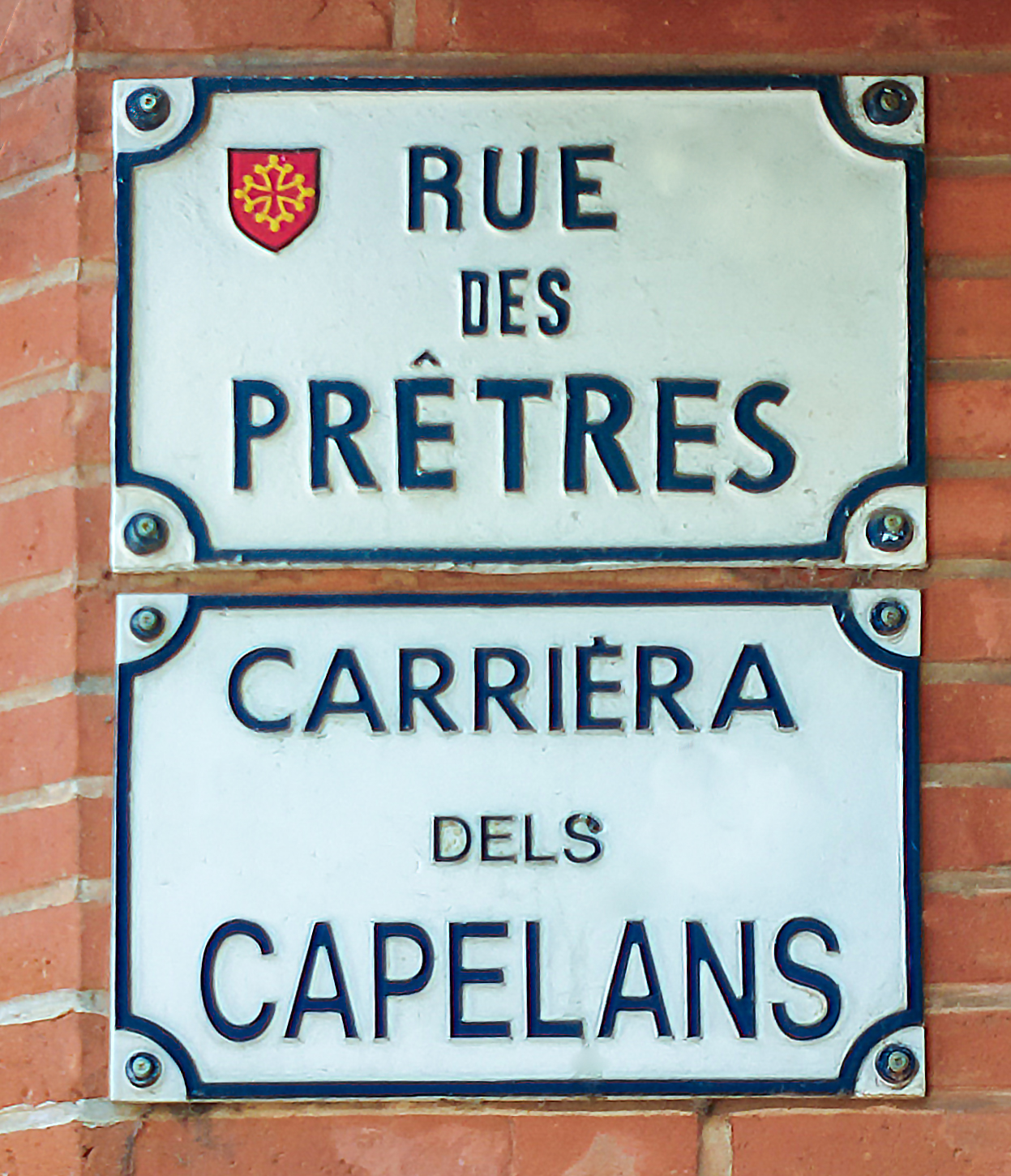
Plaques de rue en français et en occitan.

La rue des Prêtres prend ce nom en 1806. Il lui vient des prêtres de la Douzaine, desservant de l'église Notre-Dame de la Dalbade depuis le XVIe siècle, et qui possédaient deux maisons d'obit dans cette rue. L'une, connue comme la Maison de l'obit des Cinq Prêtres de la Dalbade, était située à l'emplacement des actuels no 4 à 8, l'autre, Maison de l'obit des Quatre Prêtres de la Dalbade, se trouvait à l'angle de la rue Saint-Rémésy (actuel no 25).
Au début du XIVe siècle, la rue était connue comme celle du Poids-de-Notre-Dame-du-Carmel, ou plus simplement du Poids-des-Carmes, car les religieux du couvent voisin des Carmes y avaient établi un hôtel du poids (maison disparue en avant de l'actuel no 5), où se trouvait le poids du blé. En 1499, les divers poids de la ville furent réunis dans la Maison commune, sous le nom de « poids commun ». À partir de cette date, le nom de la rue s'altéra et devint rue du Puits-des-Carmes. Jusqu'à la fin du XVIIIe siècle, elle ne perdit pas ce nom, qu'on rencontrait en même temps que celui de rue des Prêtres depuis le XVIIe siècle.
En 1794, pendant la Révolution française, la rue fut quelque temps désignée comme la rue de la Guyane, du nom de la colonie française d'Amérique du Sud. Elle redevint cependant rue des Prêtres après cette date. Après 1815, elle fut parfois désignée comme la rue du Griffon-d'Or, à cause d'une auberge à l'enseigne du Griffon d'Or, dans laquelle s'étaient réunis les assassins du général d'Empire Jean-Pierre Ramel, tué dans son hôtel de la place des Carmes (actuel no 41 de cette place), le 17 août, en pleine Terreur blanche.

## Histoire

### Moyen Âge et période moderne
Au Moyen Âge, la rue des Prêtres appartient au capitoulat de la Dalbade. Elle n'est alors qu'une ruelle étroite et tortueuse. Le quartier subit cependant des vicissitudes au début du XIIIe siècle, pendant la croisade des Albigeois. En 1216, durant l'occupation de la ville par les troupes de Simon de Montfort, un incendie est allumé par les soldats croisés près du quartier juif, dans la rue Joutx-Aigues, qui provoque des destructions jusque dans les rues de la Dalbade. Mais elle bénéficie aussi de la proximité du couvent des Carmes, qui y ont installé, au moins depuis le début du XIVe siècle, leur hôtel du Poids, où est conservé un poids de blé (en avant de l'actuel no 5). À la fin du Moyen Âge, elle abrite principalement, sur le côté nord, des artisans, tandis que du côté sud, les maisons n'y ont pas d'issue et s'ouvrent sur les rues perpendiculaires, la rue Saint-Rémésy et la rue Pharaon.
Le 7 mai 1463, un grave incendie se déclare dans une boulangerie, à l'angle des rues des Chapeliers (actuelle rue du Languedoc) et Maletache, qui provoque des destructions importantes dans toute la ville, et particulièrement dans le quartier de la Dalbade. L'ampleur des destructions permet aux élites locales de réunir de vastes emprises foncières pour faire bâtir leurs hôtels particuliers. Au cours du XVIe siècle, les hommes de loi et les parlementaires se font plus nombreux dans cette rue. L'avocat Jean Roguier, capitoul en 1501-1502, puis en 1511-1512 et en 1518-1519, achète la maison du conseiller au Parlement Antoine Gabré et y fait bâtir un hôtel doté d'une tour capitulaire.
Dans la première moitié du XVIe siècle, l'église Notre-Dame de la Dalbade est desservie par un collège de douze prêtres, connus comme les prêtres de la Douzaine. Leur institution est approuvée par une bulle du pape Paul III le 19 mai 1543. Ce collège de prêtres ne participe pas au gouvernement spirituel de la paroisse, mais essentiellement aux fonctions ecclésiastiques et pastorales. Ils sont financés par la réunion des obits, c'est-à-dire des donations qui avaient été faites à l'église de la Dalbade pour que des messes soient célébrées pour les défunts. Les prêtres sont installés dans deux maisons proches de l'église (actuels no 33 et 35 de la rue de la Dalbade), ainsi que dans trois immeubles de la rue des Prêtres (actuels no 4 à 8), connus comme la Maison des Cinq prêtres de la Dalbade, et deux à l'angle de la rue Saint-Rémésy (actuel no 25 de cette rue), connus comme la Maison des Quatre prêtres de la Dalbade. Mais, à partir des guerres de Religion, des conflits récurrents opposent les prêtres de la Douzaine aux paroissiens. En 1589, les ouvriers de la paroisse obtiennent de les choisir. En 1619, ils décident l'abolition des prêtres de la Douzaine et, avec le soutien du premier président au Parlement, Gilles Le Masuyer, leur remplacement par les Oratoriens,, congrégation religieuse dont la création a été autorisé en 1611. Ceux-ci mettent les maisons de l'obit en location.
Au XVIIIe siècle, une auberge, à l'enseigne du Griffon d'Or, occupe le no 16. Au mois d'août 1815, alors que la Terreur blanche s'abat sur les représentants du régime impérial et les anciens partisans de la Révolution, un groupe de comploteurs se réunissent dans cette auberge. Ils y organisent l'assassinat du général Jean-Pierre Ramel, tué dans son hôtel, le 17 août.

### Époque contemporaine

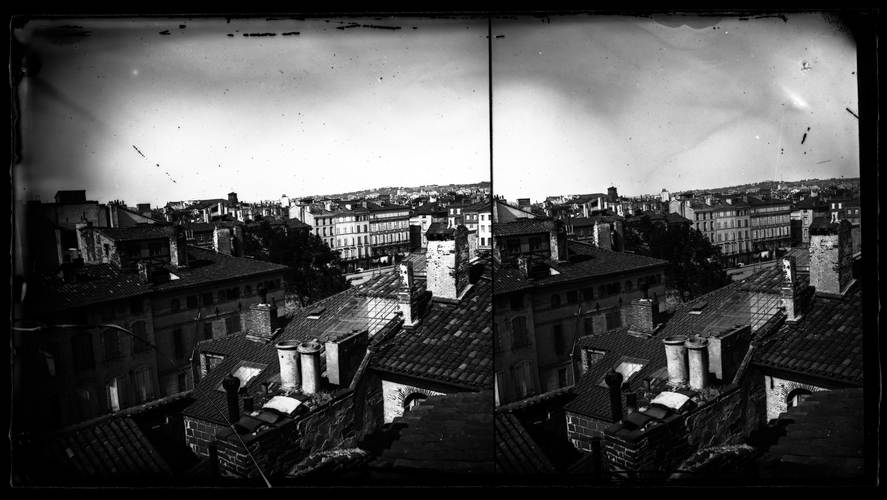
Vue sur les maisons de la rue des Prêtres (no 16 et 18) et la place des Carmes depuis la tour capitulaire de l'hôtel Roguier.

Dans la première moitié du XIXe siècle, la municipalité toulousaine développe les projets qui visent à améliorer l'hygiène et la circulation en ville. Un égout est aménagé entre la rue des Prêtres et la Garonnette, en passant par la rue Saint-Rémésy, où il rejoint l'égout Joutx-Aigues, la rue Henri-de-Gorsse et la rue du Pont-de-Tounis. On poursuit également l'aménagement de la place des Carmes par l'alignement des rues qui y débouchent, et particulièrement la rue des Prêtres. Dans le même temps, les travaux doivent permettre d'élargir la rue à 8 mètres. Le chantier, réalisé en 1865, permet d'abattre toutes les maisons du côté sud de la rue et la met au gabarit des rues les plus larges de la ville. Dans le même temps, toutes les immeubles de ce côté reçoivent de nouvelles façades (actuels no 1 à 7). Seules les maisons du côté nord conservent leur alignement médiéval, quoiqu'elles aient été également remaniées entre la deuxième moitié du XIXe siècle et le premier quart du XXe siècle.

## Patrimoine et lieux d'intérêt
- no  3 : hôtel Roguier. 

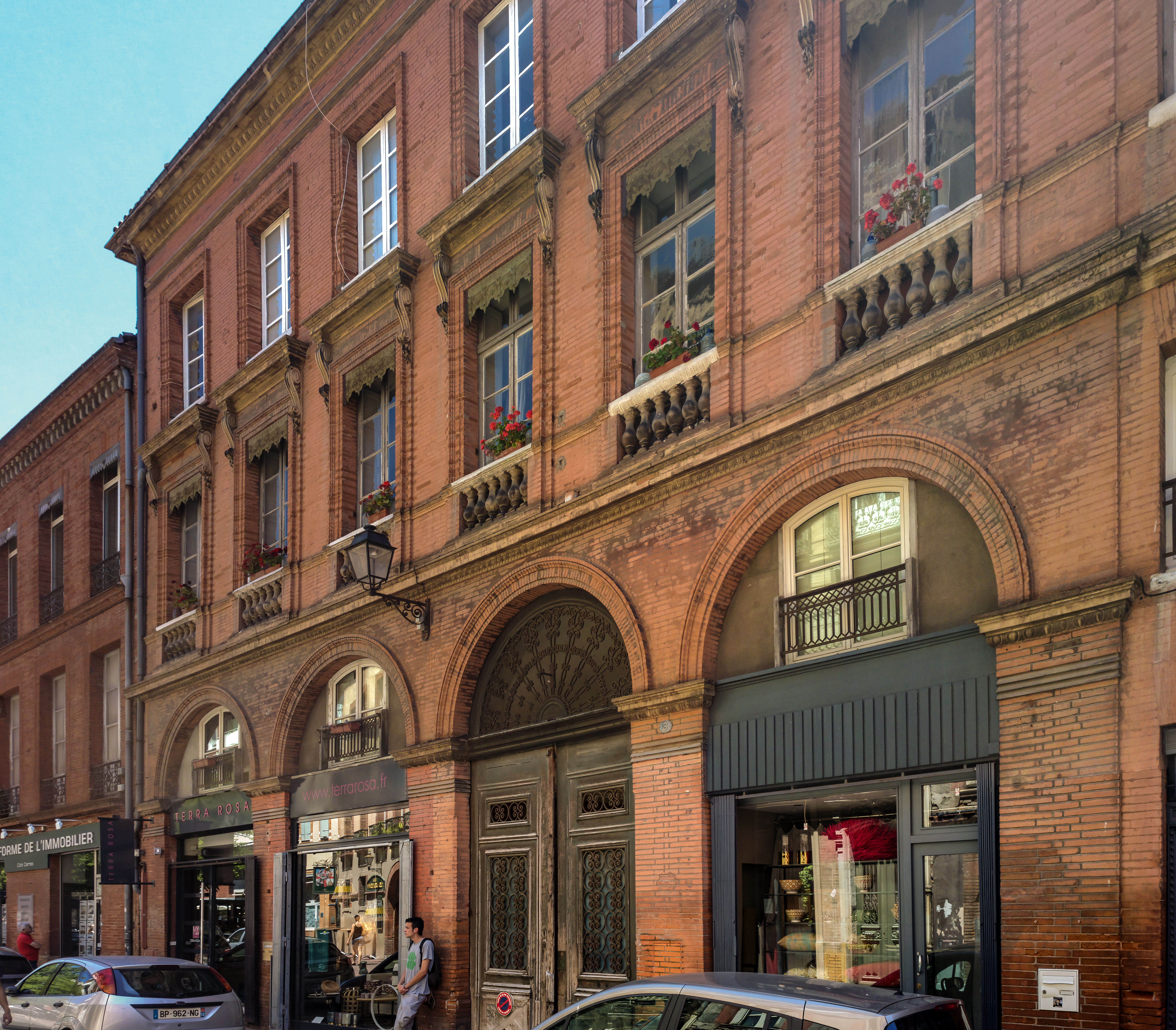
no 3 : façade néo-classique de l'hôtel Roguier.

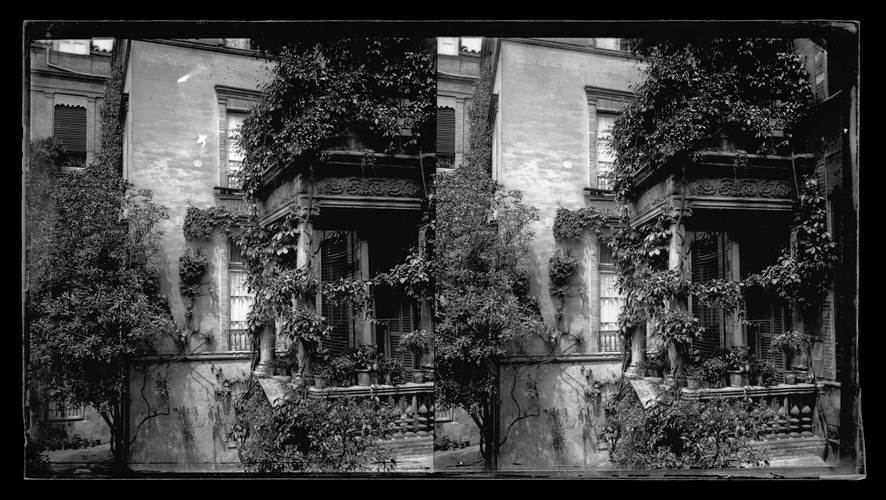
no 3 : balcon de la cour intérieure de l'hôtel, par Eugène Trutat (vers 1872-1887, Archives de Toulouse).

L'avocat Jean Roguier, capitoul au début du XVIe siècle, fait bâtir un hôtel particulier entre la rue Saint-Rémésy (actuel no 28), la rue Pharaon (actuel no 45) et la rue des Prêtres. L'hôtel s'organise autour d'une cour centrale. La tour capitulaire est accrochée à l'élévation postérieure du bâtiment à l'est de la cour. Au XVIIe siècle, l'hôtel est remanié : le passage couvert et la façade de la rue Saint-Rémésy sont repris, une fontaine de style Louis XIII est élevée dans la cour, tandis qu'une porte est ouverte sur la rue des Prêtres[7]. 
La façade sur cette rue est réalignée après 1865, dans un style néo-classique particulièrement sobre. Le rez-de-chaussée et l'entresol sont réunis par de grandes arcades en plein cintre, et séparés des étages par une corniche. La porte cochère, qui s'ouvre dans la troisième travée, conserve des éléments en fer forgé, possibles remplois de ferronneries plus anciennes. Au 1er étage, les fenêtres ont de faux garde-corps à balustres en terre cuite et des lambrequins en fonte, et sont surmontées de corniches soutenus de consoles en terre cuite. Elles sont reliées par une fine corniche qui passe au niveau de l'appui des garde-corps[16].

- no  10 : immeuble. 
L'immeuble, de style Art nouveau, est construit dans la première moitié du XXe siècle. Il s'élève sur trois étages et un niveau de comble, mais il possède une façade, particulièrement étroite, d'une seule travée. Le rez-de-chaussée est ouvert par une grande arcade orné d'une agrafe sculptée, qui sert d'appui au large balcon du 1er étage. Ce balcon est orné d'un garde-corps à motifs végétaux. Au 2e étage, la fenêtre possède également un balcon, mais d'un style très différent. Au 3e étage, la fenêtre est surmontée d'une corniche moulurée et possède elle aussi un balcon, d'un style encore différent. Un pignon à redents surmonte la façade[17].

## Personnalités

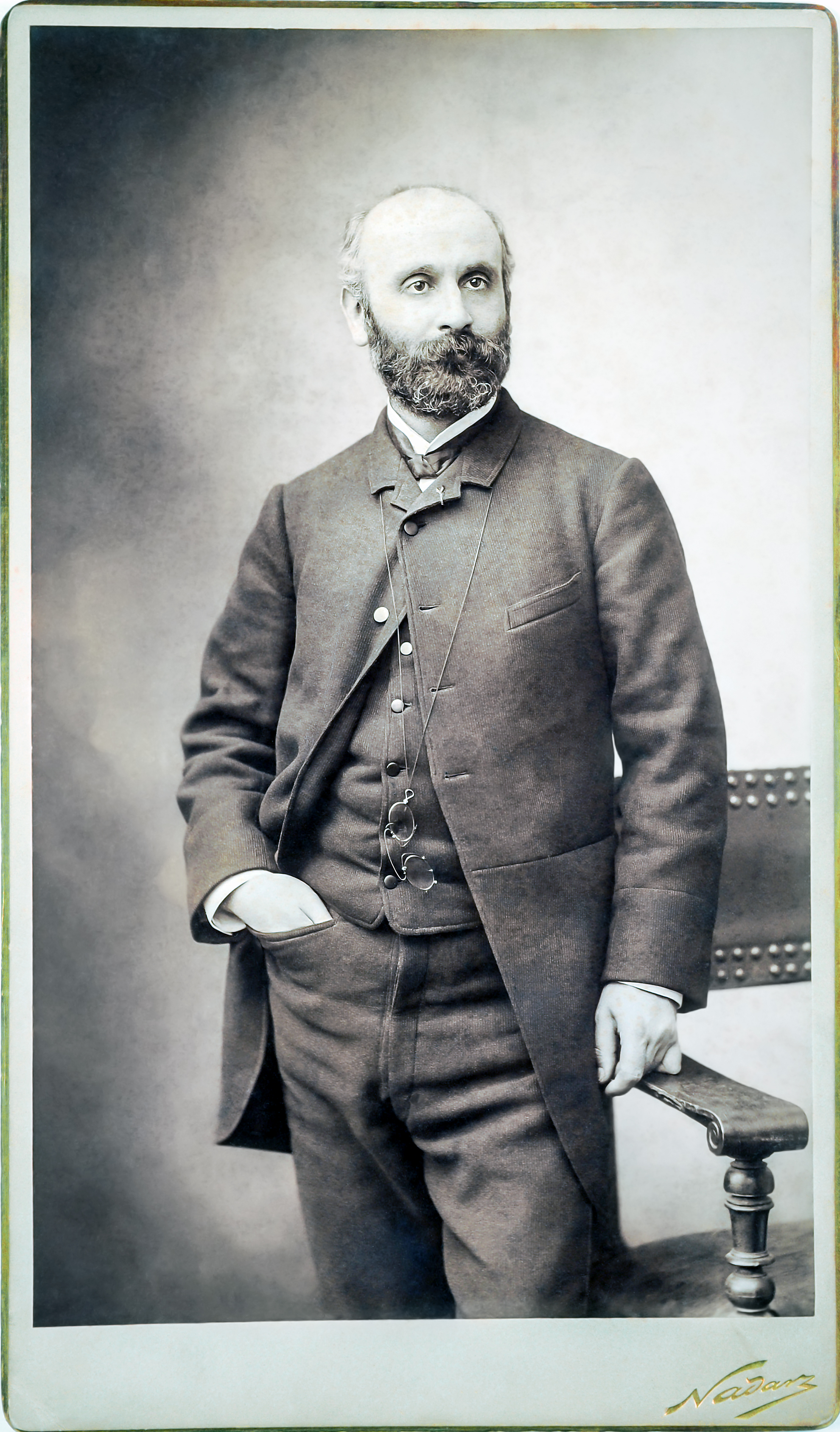
Portrait d'Eugène Trutat par Nadar (1885, muséum de Toulouse).

- Louis Delherm (1876-1953) : docteur et électro-radiologiste, il exerce à l'hôpital de La Pitié, à Paris, avant de revenir exercer à Toulouse. Il a vécu dans l'immeuble du no 16[18].

- Eugène Trutat (1840-1910) : géologue et naturaliste, directeur du muséum, il se consacre à la photographie. Il laisse un important fonds photographique, partagé entre les archives municipales et le muséum. Entre 1872 et 1887, il eut son domicile à l'hôtel Roguier (actuel no 3).